# Slag bij Altenesch

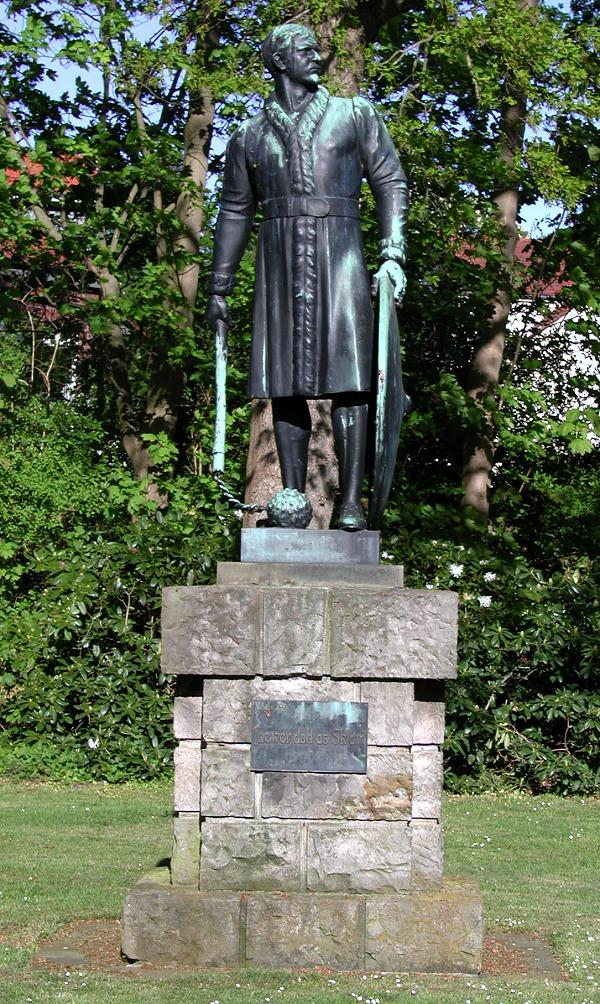
Een verwant monument is dat van de De „Hartwarder Friese“, gewijd aan de onderwerping van Butjadingen en Stadland in 1514

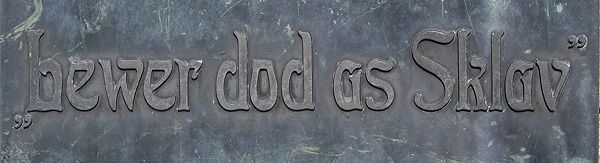
Lewer dod as Sklav: Liever dood dan slaaf. Onderbord bij de „Hartwarder Friese“

De Slag bij Altenesch was de beslissende slag in de kruistocht tegen de Stedingers. De slag vond op 27 mei 1234 plaats in Altenesch, een deel van de huidige gemeente Lemwerder, tien kilometer ten noordwesten van Bremen.

## Geschiedenis
In de slag stonden de Stedinger boeren tegenover het kruistochtleger van Gerard II, de aartsbisschop van Bremen, en zijn bondgenoten. Het was de enige kruistocht op het grondgebied van het huidige Duitsland. De slag eindigde in een overwinning voor het leger van de bisschop.

## Eerbetoon aan de gesneuvelde Friezen
In 1834 werd op de plaats, waar de slag 600 jaar eerder zou hebben plaatsgevonden, door een plaatselijke geestelijke een gietijzeren monument, gewijd aan Sint-Vitus, opgericht.
Het monument is voorzien van de tekst: Den im Kampfe für Freiheit und Glauben auf diesem Schlachtfelde gefallenen Stedingern. Am 27. Mai 1234 unterlag den mächtigen Feinden das tapfere Volk. Bolko von Bardenfleth, Thammo von Huntorp, Detmar vom Dieke fielen mit ihren Brüdern. Am Jahrestag der Schlacht 1834 geweihet von späten Nachkommen.
Uit de tekst van het monument blijkt dus een sympathie met de Stedinger boeren. Die blijkt ook uit het feit, dat in Grolland, een stadsdeel van Bremen dat ten zuiden van de Wezer ligt en in het voormalige gebied van de Stedinger boeren, naar de boerenleiders Bolko von Bardenfleth, Thammo von Huntorp en Detmar vom Dieke straten zijn vernoemd, dicht bij een ook weer Stedingsehre geheten straat.
Het monument kreeg al spoedig na de plaatsing de bijnaam Stedingsehre.

## Nazistische cultusplaats
Het feit, dat de slag 700 jaar geleden plaatsvond, werd door de nazi's in 1934 gebruikt om in het 10 km van Altenesch verwijderde Bookholzberg, gemeente Ganderkesee, ten zuiden van Bremen, een "nazi-cultusplaats" met de naam Stedingsehre in te richten. Deze bestond uit een openluchttheater, door de nazi's Thingstätte genoemd, waar o.a. in 1935 en 1937 ten aanschouwe van tienduizenden toeschouwers zgn. Thingspiele plaatsvonden. Dit waren toneelstukken, waarin de deugden van de Germaanse voorouders, en in het algemeen de normen en waarden van de Blut und Boden-ideologie werden verheerlijkt. In 1939 vond er nog een nazistisch zomer-zonnewendefeest plaats. Rondom de plek van dit theater werd ook een dorp in Oud-Duitse stijl nagebouwd, waarvan de dorpskerk in de Tweede Wereldoorlog door een geallieerd bombardement verloren ging. Na 1945 bleef een deel van het complex bewaard. Het gehele terrein is, ter voorkoming van ongewenst bezoek door met name neo-nazi's, streng verboden voor onbevoegden. In de gebouwen is nu een van de ruim 20 Duitse Berufsförderungswerke gevestigd. Een Berufsförderungswerk is een instelling, waar lichamelijk en/of verstandelijk gehandicapten volgens een aangepast scholings- en trainingsprogramma worden opgeleid voor een volwaardig beroep.

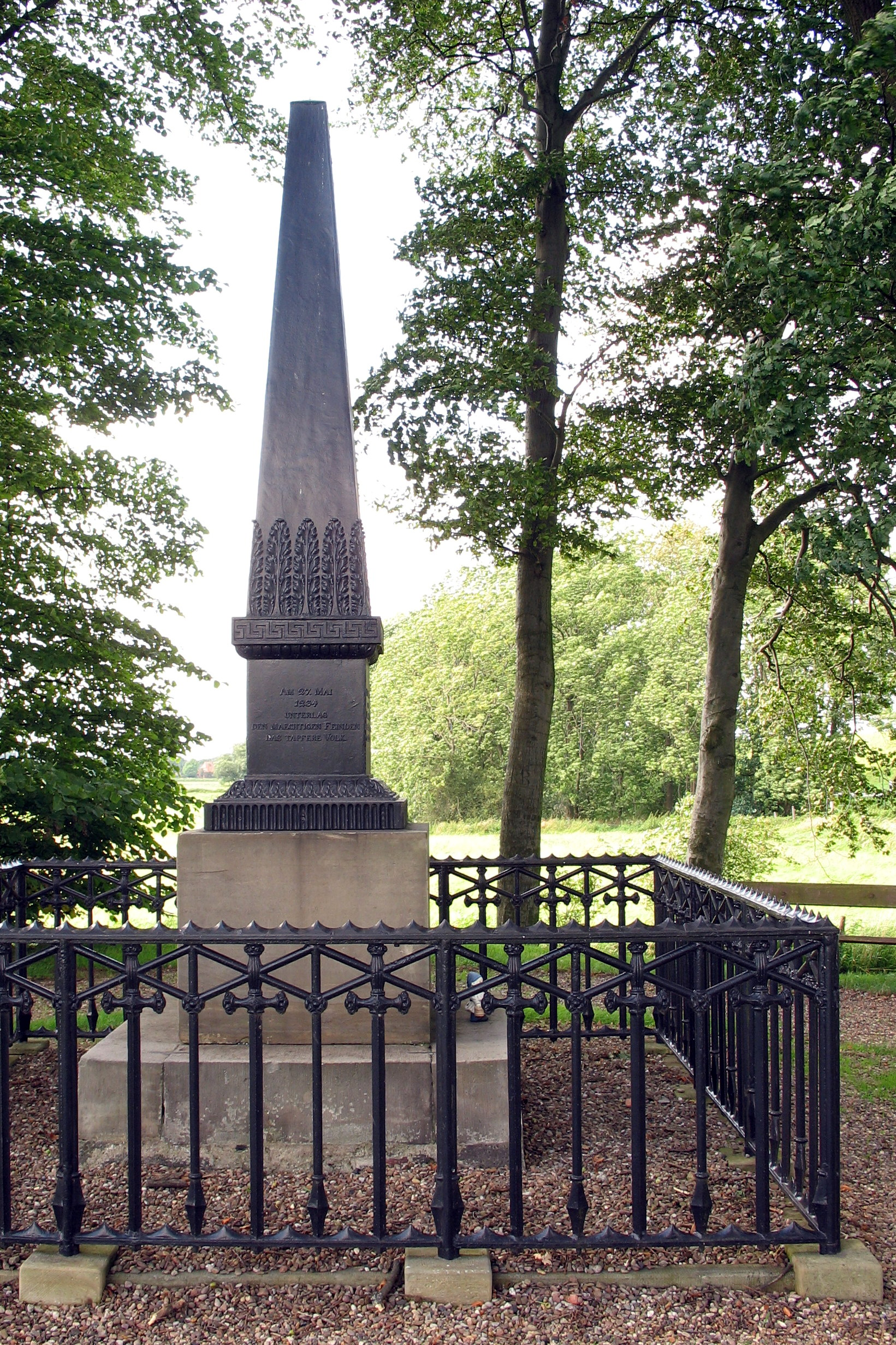
St.-Vitusmonument in Altenesch
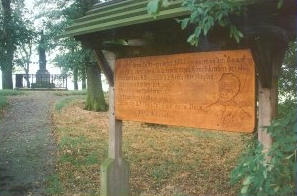
St.-Vitusmonument, informatiepaneel, 1984
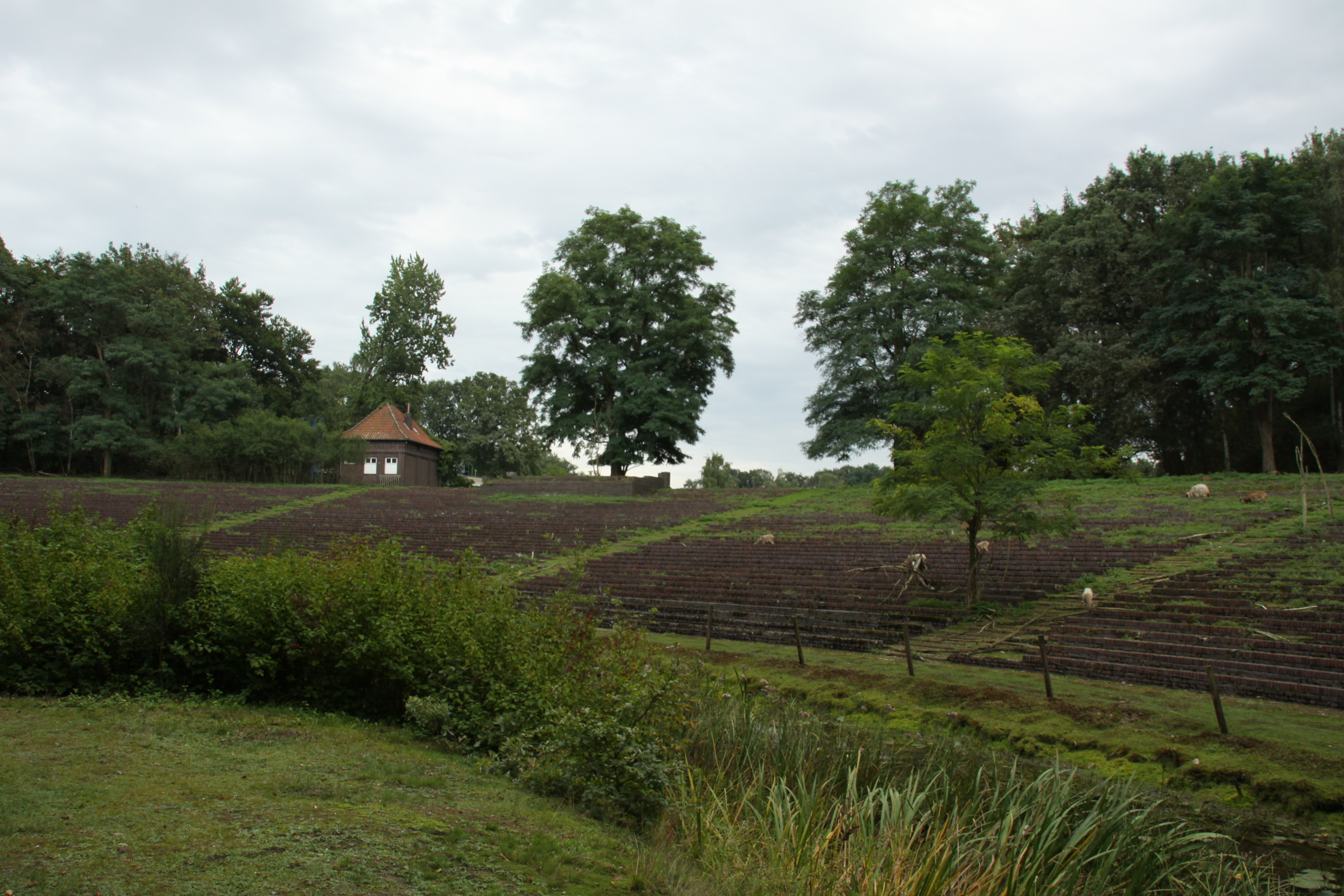
Restant, o.a. tribune, van het Stedingsehre-terrein (2010)